# Blue Rock Lake
Der Blue Rock Lake ist ein Stausee im Verlauf des Tanjil River, der als zusätzliches Kühlwasserreservoir für die Braunkohlekraftwerke des Latrobe Valley gebaut wurde.

## Lage
Der Blue Rock Lake liegt am Tanjil River etwa 20 km nördlich des Latrobe Valley. In der Nähe des westlichen Ufers liegt die Kleinstadt Willow Grove. Östlich des Stausees liegt das Naturschutzgebiet des  Moondarra State Park mit dem Mount Tanjil.

## Geschichte
Der Stausee wurde in den 1950er-Jahren von der State Electricity Commission of Victoria gebaut.

## Zweck
Zusammen mit dem Lake Narracan 15 km flussabwärts stellt er Kühlwasser für die Kraftwerke des Latrobe Valley zur Verfügung.

## Quelle und Weblink
- Map of Blue Rock Lake, VIC. Bonzle.com